# Флона на чудесном острове
«Флона на чудесном острове» (яп. 家族ロビンソン漂流記ふしぎな島のフローネ Кадзоку робинсон хё:рю:ки фусиги но сима но фуро:нэ, «Семья швейцарских робинзонов: Флона на таинственном острове») — аниме режиссёра Ёсио Куроды, снятое на студии Nippon Animation. Является частью серии «Театр мировых шедевров». История основана на романе «Семья швейцарских Робинзонов» швейцарского автора Йоханна Давида Висса.
Персонажа Флоны нет в оригинальном романе, в котором семья Робинзонов состоит только из отца, матери и четверых сыновей (без дочери).
Сериал стал очень популярен в Европе. Это аниме также было дублировано на русский язык и транслировалось по «Первому каналу Останкино» весной 1995 года, но показано было лишь 12 серий, затем, по неизвестным причинам, показ был прекращён.

## Сюжет
Десятилетняя Флона Робинзон живёт со своей семьёй в Берне. Однажды её отец, врач по профессии, получает письмо от своего друга, который предлагает ему работу в Австралии. Однако в те годы Австралия была очень труднодоступной страной, из-за чего родители Флоны, Анна и Эрнест, не сразу соглашаются поехать, потому что это будет означать, что семье придётся переехать в Австралию на постоянное место жительства.
Уже возле самой Австралии в Коралловом море корабль, на котором плывут Робинзоны, попадает в бурю и спустя несколько дней оказывается на отмели. Вследствие череды событий семья оказывается в одиночестве на брошенном корабле, так как последние спасательные шлюпки уплывают без них. После того, как буря стихает, Робинзоны замечают неподалёку побережье и решают, что люди в шлюпках вполне могли высадиться там. После череды приключений им удаётся добраться до суши до того, как корабль сползает с отмели и тонет.
Заметив в отдалении большую гору, отец Флоны Эрнест и её старший брат Франц решают забраться на неё, чтобы осмотреть окрестности, в то время как Флона с матерью Анной и младшим братом Жаком проводят несколько ночей, обороняясь от местной стаи диких волков. Забравшись на гору, Эрнест и Франц делают печальные выводы — они находятся на острове без признаков жилья, а вокруг острова — один бесконечный горизонт воды без признаков суши. А поскольку за все эти дни рядом с местом крушения не проходило ни одно судно, то становится понятно, что все, кто уплыл на шлюпках, скорее всего, не выжили.
Робинзоны строят дом на дереве, учатся изготавливать необходимые в хозяйстве предметы из подручных средств, добывают сахар из сахарного тростника и пытаются построить корабль, чтобы спастись с острова.